# Блу-Маундс (тауншип, Миннесота)
Блу-Маундс (англ. Blue Mounds) — тауншип в округе Поп, Миннесота, США. На 2000 год его население составило 207 человек.

## География
По данным Бюро переписи населения США площадь тауншипа составляет 93,2 км², из которых 90,3 км² занимает суша, а 2,9 км² — вода (3,11 %).

## Демография
По данным переписи населения 2000 года здесь находились 207 человек, 83 домохозяйства и 63 семьи.  Плотность населения —  2,3 чел./км².  На территории тауншипа расположено 92 постройки со средней плотностью 1,0 построек на один квадратный километр. Расовый состав населения: 100 % белых.
Из 83 домохозяйств в 27,7 % воспитывались дети до 18 лет, в 68,7 % проживали супружеские пары, в 3,6 % проживали незамужние женщины и в 22,9 % домохозяйств проживали несемейные люди. 20,5 % домохозяйств состояли из одного человека, при том 4,8 % из — одиноких пожилых людей старше 65 лет. Средний размер домохозяйства — 2,49, а семьи — 2,86 человека.
24,2 % населения — младше 18 лет, 6,3 % — в возрасте от 18 до 24 лет, 18,8 % — от 25 до 44, 39,1 % — от 45 до 64, и 11,6 % — старше 65 лет. Средний возраст — 46 лет. На каждые 100 женщин приходилось 91,7 мужчин.  На каждые 100 женщин старше 18 приходилось 112,2 мужчин.
Средний годовой доход домохозяйства составлял 37 708 долларов, а средний годовой доход семьи —  40 000 долларов. Средний доход мужчин —  26 111  долларов, в то время как у женщин — 18 750. Доход на душу населения составил 23 466 долларов. За чертой бедности находились 6,1 % семей и 9,3 % всего населения тауншипа, из которых 7,7 % младше 18 лет.